# Pozsonyeperjes
Pozsonyeperjes (szlovákul Jahodná, korábban Eperješ) község Szlovákiában, a Nagyszombati kerületben, a Dunaszerdahelyi járásban.

## Fekvése
Dunaszerdahelytől 9 km-re északkeletre, a Kis-Duna jobb és bal partján fekszik.

## Élővilága
Pozsonyeperjesen régóta van gólyafészek a kocsma és pékség melletti kéményen, a tűzoltóságnál. 2013-2015 között 3, 2016-2019 között 2, 2020-ban 1, 2021-2023 között 3, 2024-ben 5 fiókát számoltak össze.

## Nevének eredete
A korábbi időkben az Eperjes magyar formát használták.
1911-ben a magyar közigazgatásban az 1898/IV. törvénycikk nyomán a Pozsonyeperjes magyar forma vált hivatalossá (megkülönböztetve a többi hasonló nevű településtől). Az első bécsi döntést követően újból és mindvégig ezt a hivatalos magyar formát használták.
A második világháború után Csehszlovákiában a jogfosztások ideje alatt a magyar nyelv használatát előbb betiltották, majd korlátozták. Az 1948-as februári kommunista fordulat után fokozatos enyhülés következett. A szlovák jogrend értelmében a településeknek vagy azok részeinek ma is csak egy hivatalos szlovák neve van, tehát a magyar helységnévhasználat a kormányrendeletek mellékletei ellenére nem minősülnek hivatalos magyar helynévnek. Az 534/2011 sz. szlovák kormányrendeletének melléklete értelmében a szlovákiai közigazgatásban használható magyar forma Eperjes (ezt használják az önkormányzatok  a magyar nyelvű érintkezésükben legalább 1999-től, amióta a korábbi kormányrendelet hatályos és ez szerepel többek között a helységnévtáblákon is). A kisebbségi kormánybiztos hivatala által összeállított lista azonban nem veszi figyelembe még a szlovákiai azonos magyar névalakokat sem (például Eperjes városát), mint ahogy a lista szlovák politikai befolyásoltsága is egyértelmű (kiváltképp e falu esetében is).

## Története
A települést 1552-ben említik először.[forrás?] Az 1553. évi portaösszeírásban a faluban 5 porta volt Báthory András birtokában. A dokumentum azt is megemlíti, hogy ekkor 10 házas, 6 ház nélküli és 3 zsellértelke volt. A 17. század elején Thurzó Mihály birtoka volt, majd 1640-ben az Esterházyak szerezték meg.
Szent Péter és Pál templomát 1747-ben építtette Esterházy Károly, későbbi egri püspök. 1825-ben nyílt római katolikus népiskolája. 1877-ben a falu egy részével együtt a templom is súlyosan megrongálódott egy tűzvészben, 1882-ben építették újjá. 1896-ban gróf Esterházy Mihály megvette a templommal szembeni régi épületet és iskolát alapított benne, mely 1961-ig, az új iskola felépültéig működött.
A faluban több nemesi család gazdálkodott (pl. nagyabonyi Mórocz, Szüllő, Krascsenics, nagyabonyi Csiba, Egrÿ, Üregÿ, Nagy és mások).
Vályi András szerint „EPERJES. Elegyes magyar falu Poson Vármegyében, földes Ura Gróf Eszterházy Uraság, lakosai katolikusok, fekszik a’ Duna mellett, Tallóstól nem meszsze, ’s ennek filiája, határja gazdag, vagyonnyai nevezetesek, ’s ámbár a’ Dunának kiáradása ártalmara van néha, mindazáltal első Osztálybéli”
Fényes Elek szerint „Eperjes, Pozson m. magyar falu, a Kis-Duna mellett; melly itt nagy szigetet formál. Számlál 755 kath., 7 zsidó lak. Határja termékeny; szép erdeje, legelője bőven; gyümölcs elég, a lakosok sok szarvasmarhát, az uraság pedig számos nemesitett juhot tartanak. F. u. gr. Eszterházy Mihály. Ut. p. Szered.”
A trianoni békeszerződésig Pozsony vármegye Dunaszerdahelyi járásához tartozott. A lakosság fő foglalatossága a halászat volt. 1940-ben a Kis-Dunán hidat építettek, azt azonban 1945. március 31-én a németek felrobbantották és csak 1992-ben épült meg újra.

## Népessége
| Év:            | 1994. | 2004.   | 2014.   | 2024.   |
| -------------- | ----- | ------- | ------- | ------- |
| Emberek száma: | 1422  | 1440    | 1534    | 1666    |
| Eltérés:       |       | +1,26 % | +6,52 % | +8,60 % |

| Év:            | 2023. | 2024.   |
| -------------- | ----- | ------- |
| Emberek száma: | 1657  | 1666    |
| Eltérés:       |       | +0,54 % |

1910-ben 1064, túlnyomórészt magyar lakosa volt.
2001-ben 1374 lakosából 1292 magyar és 64 szlovák volt.
2011-ben 1477 lakosából 1250 magyar és 182 szlovák volt.
2021-ben 1654 lakosából 1332 (+53) magyar, 269 (+31) szlovák, 3 (+7) cigány, (+3) ruszin, 23 (+5) egyéb és 27 ismeretlen nemzetiségű volt.

## Neves személyek
- Itt született 1931. április 18-án Bugár Béla szlovákiai magyar színész.
- Itt született 1891-ben vitéz Mórocz András honvédtiszt, százados
- Itt született 1938-ban Mórocz Károly pedagógus, néprajzi gyűjtő.
- Itt hunyt el 1859-ben Nagy Pál akadémiai tanár.
- Itt szolgált 1897-1911 között Herodek Antal főesperes, plébános.
- Itt szolgált Karaffa János (1973-2021) szlovákiai magyar plébános.

## Nevezetességei

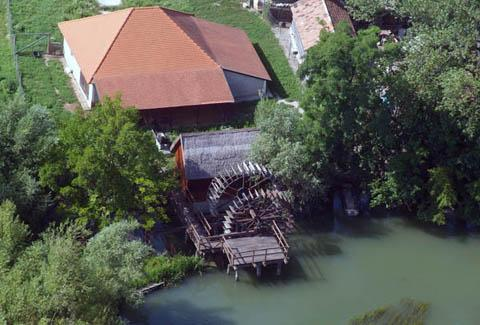
A vízimalom légifotója
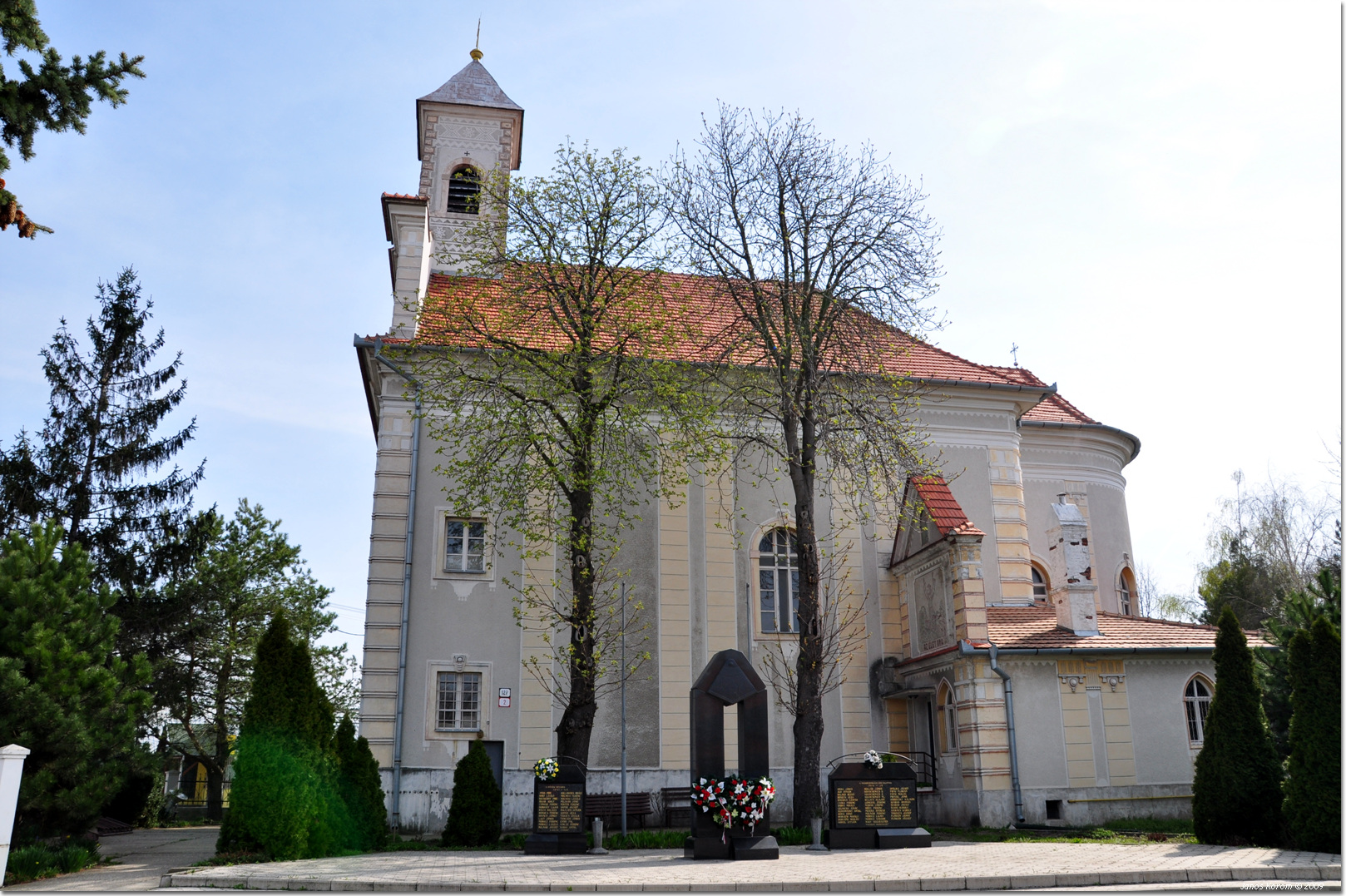
Templom
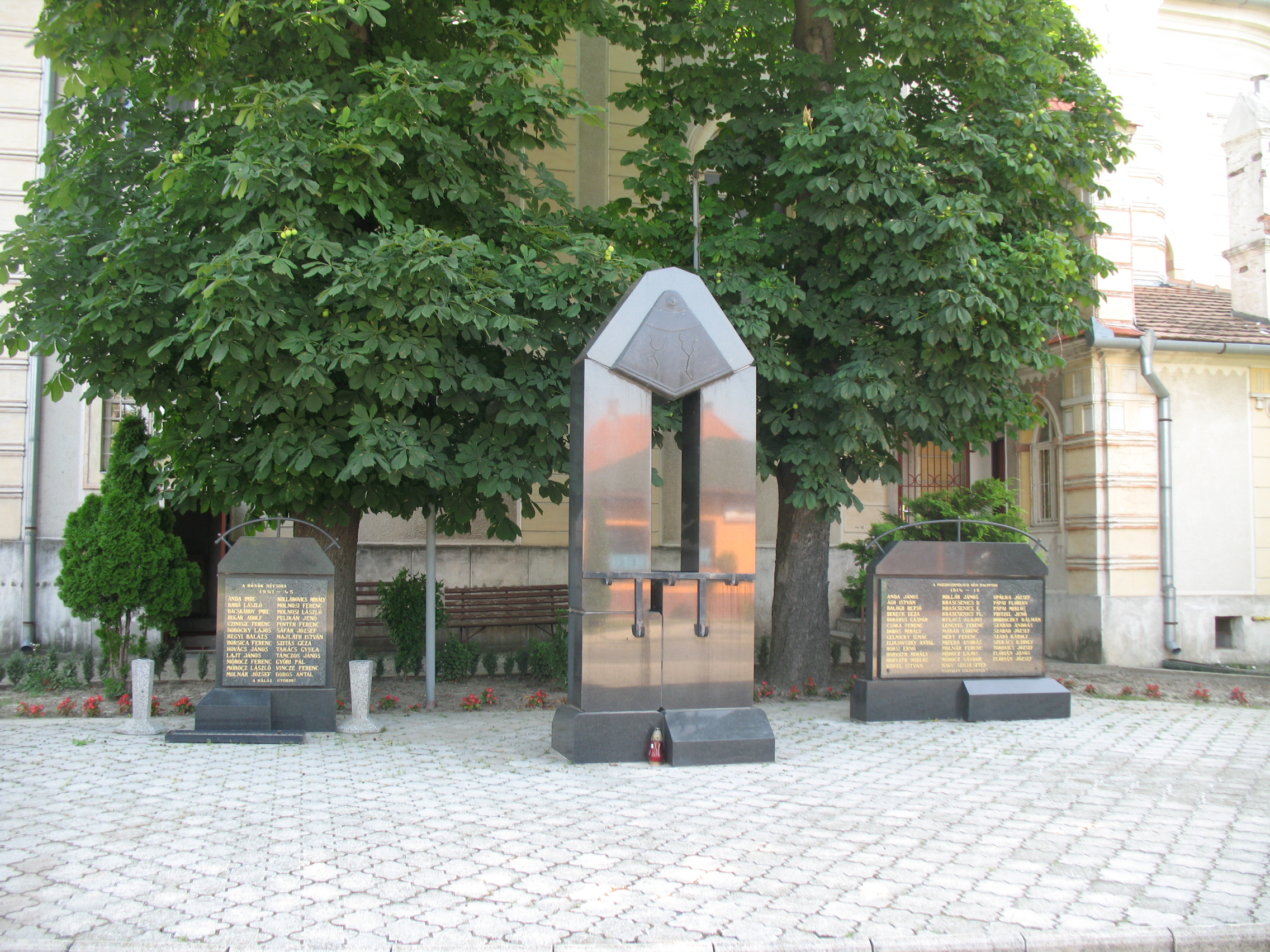
Világháborús emlékmű
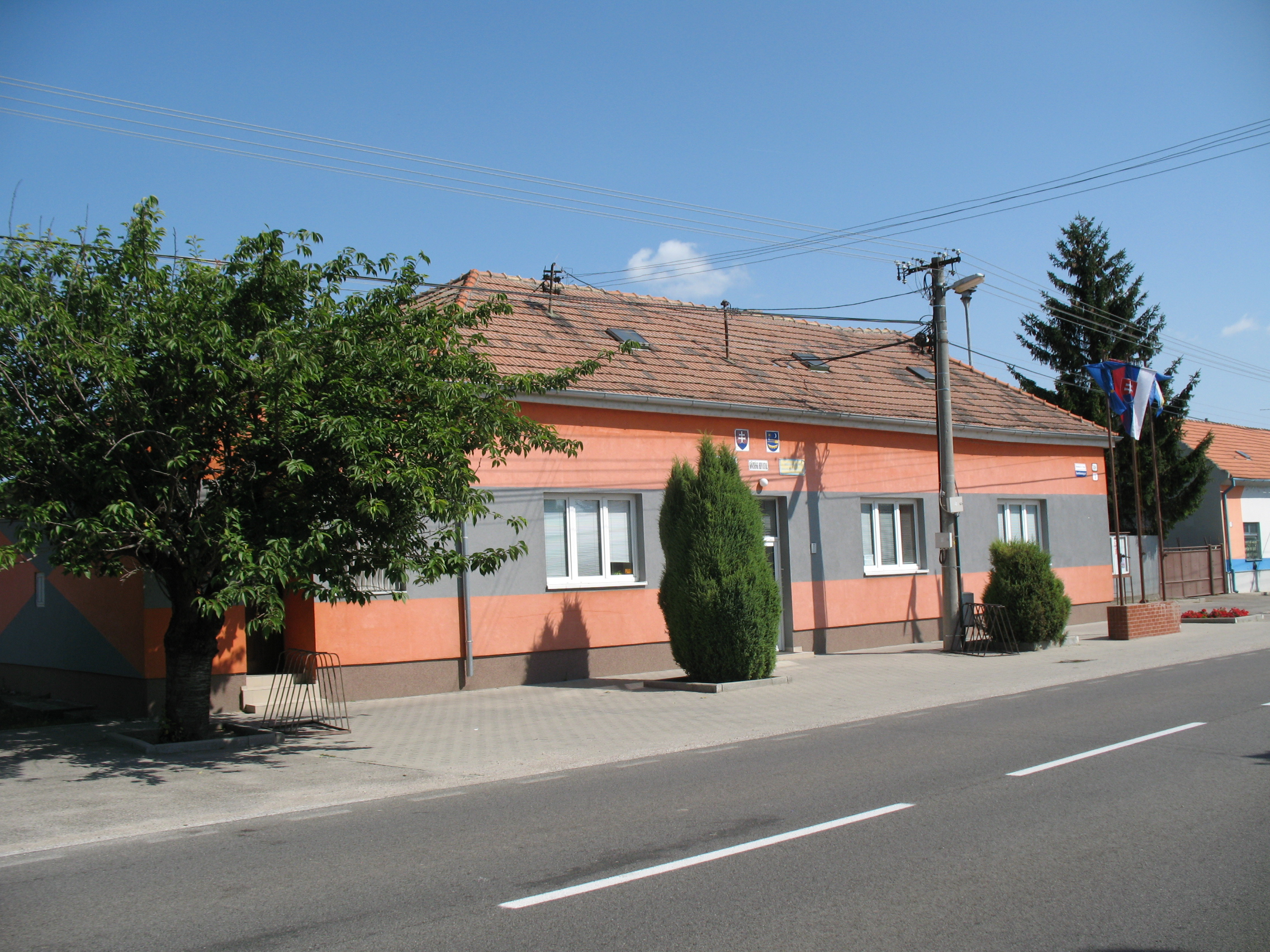
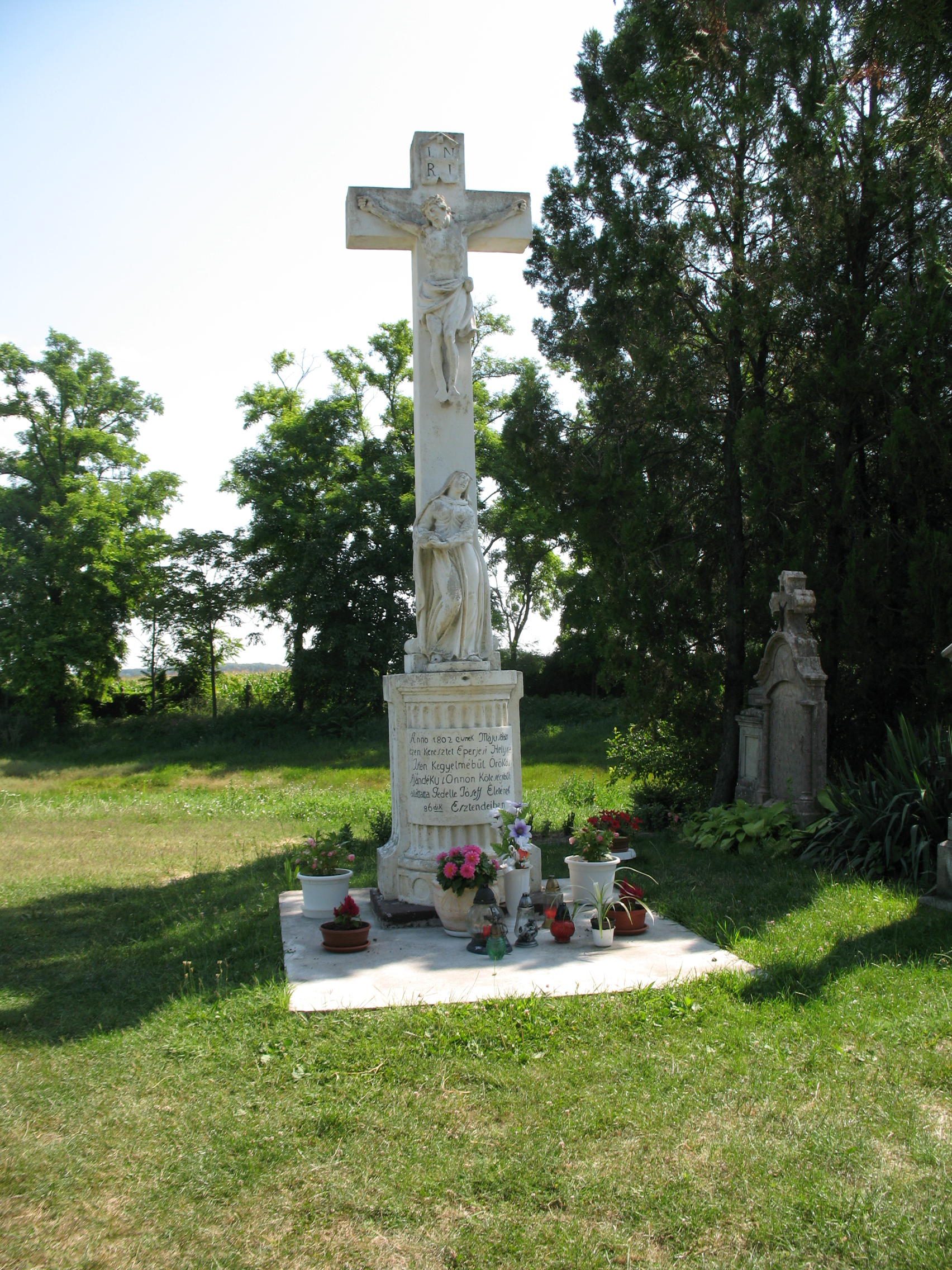
Kereszt a temetőben 1802-ből
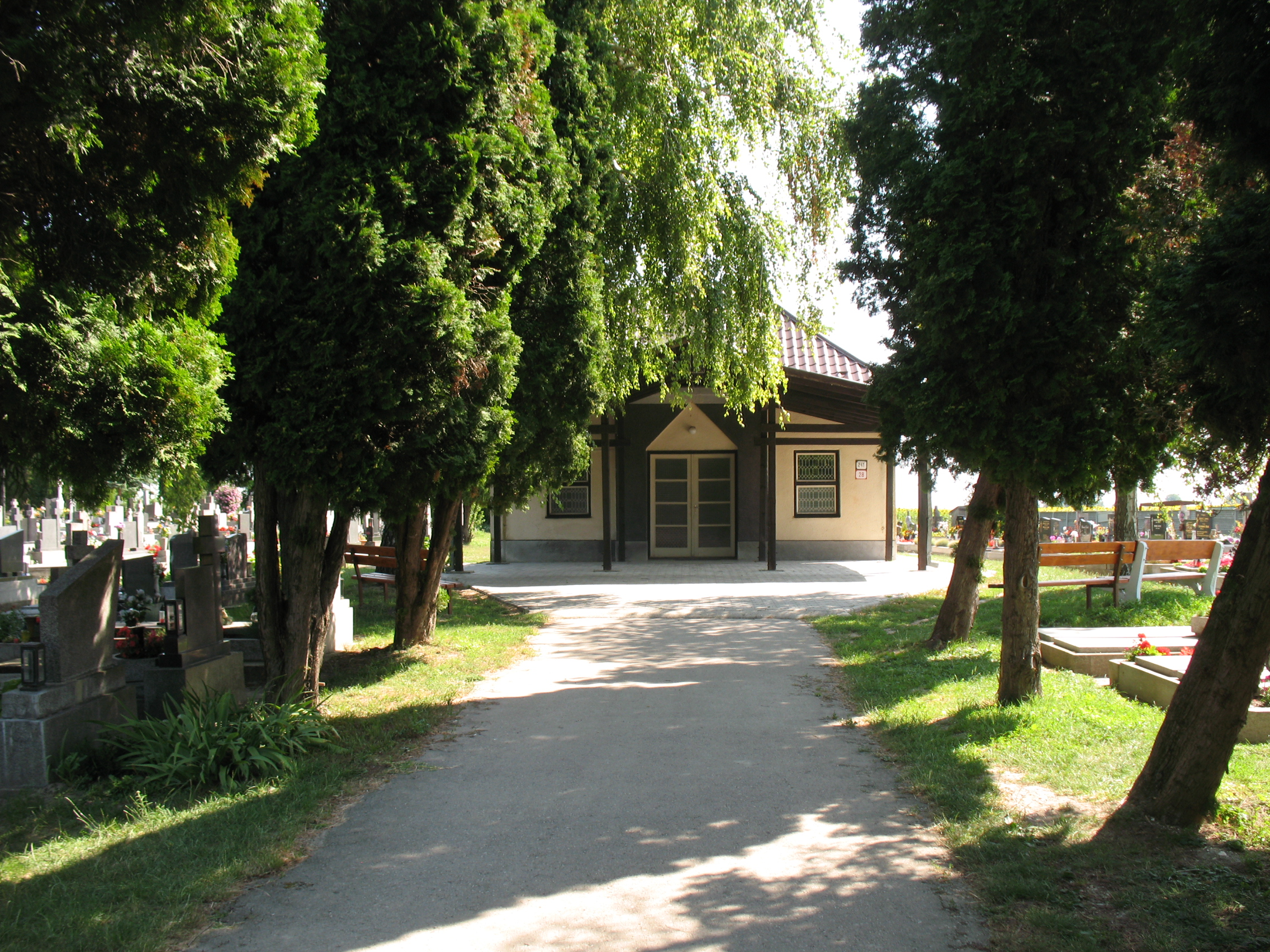
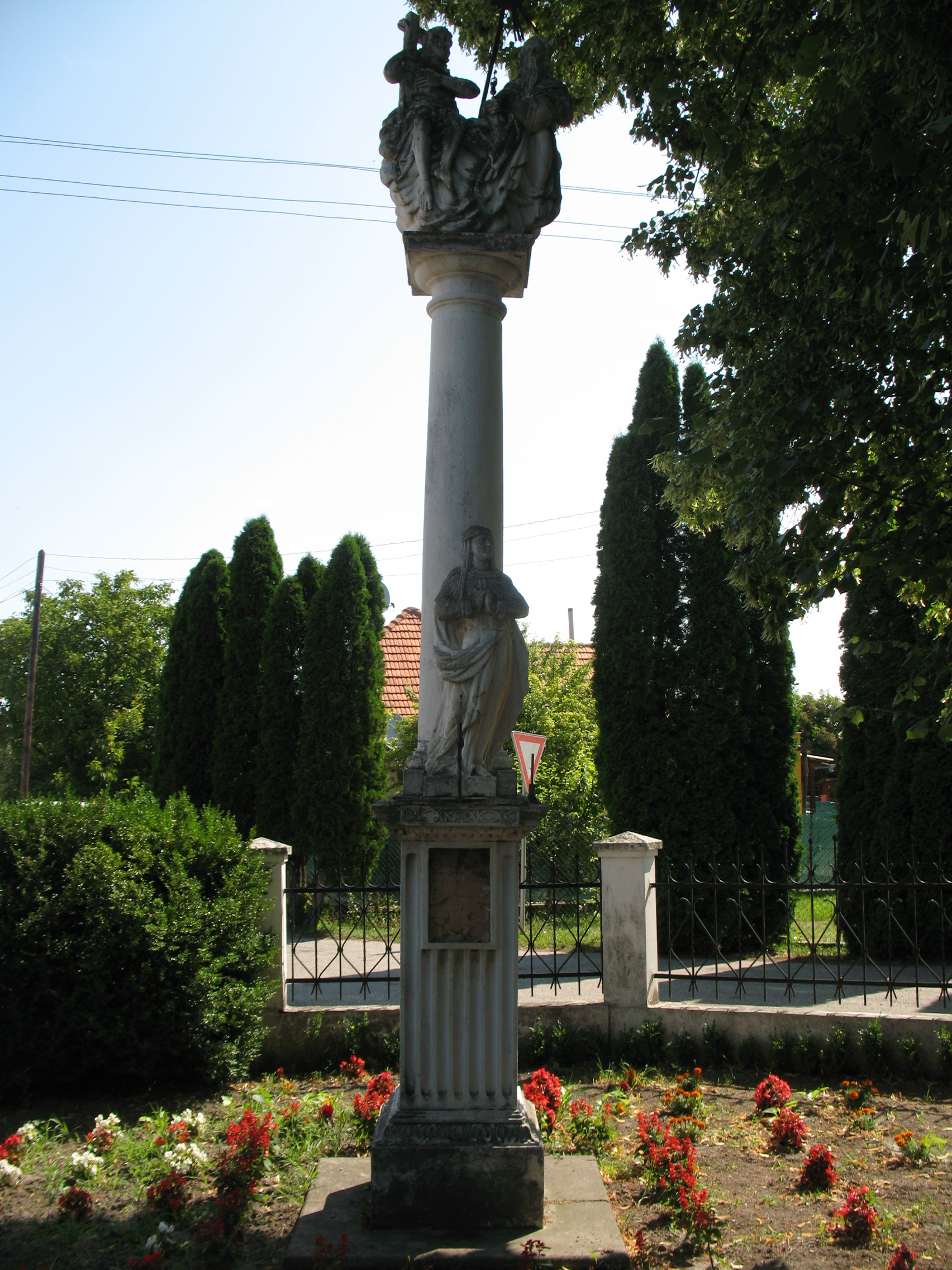
Szentháromság szobor 1828-ból
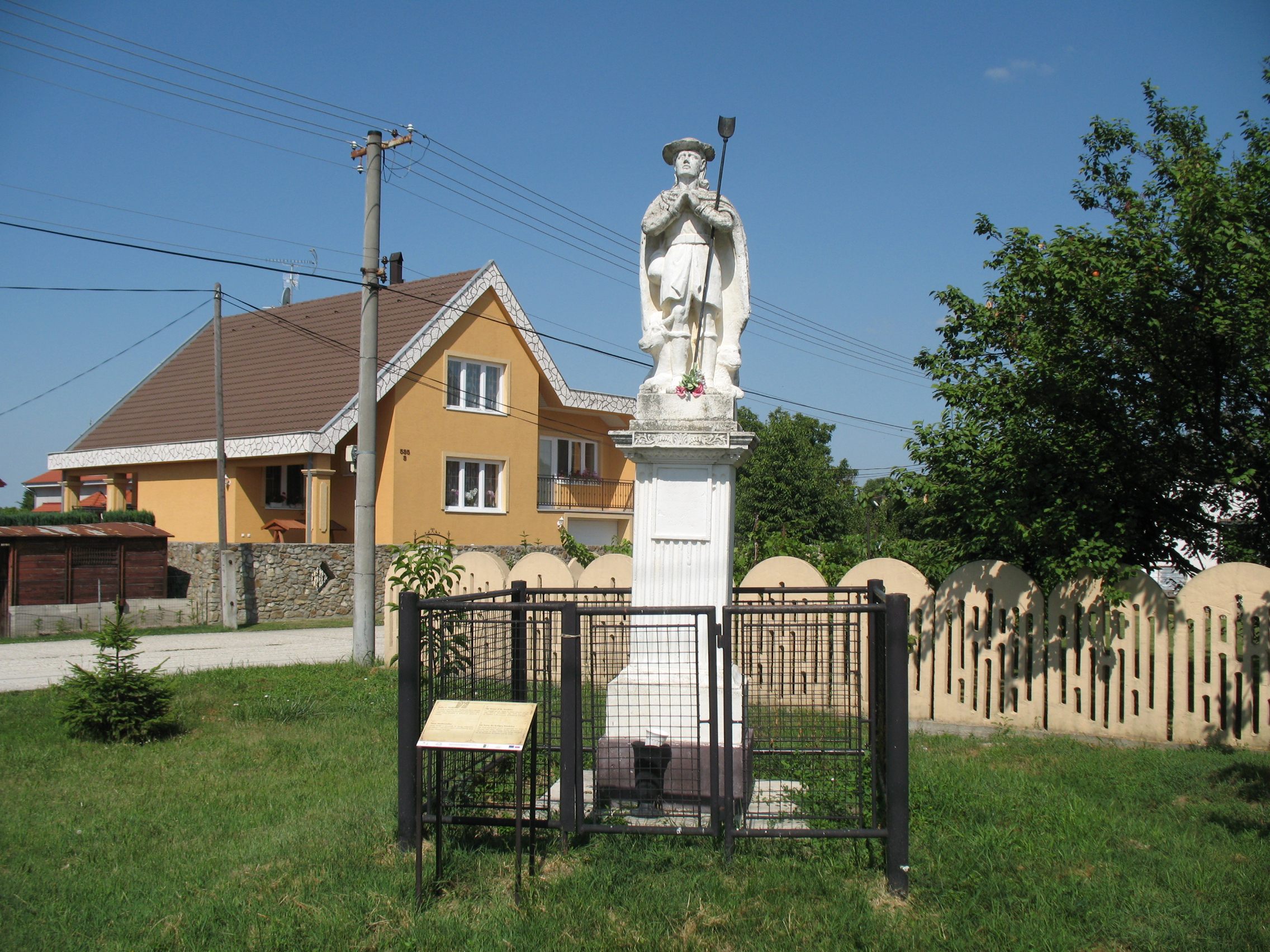
Szent Vendel szobor 1838-ból
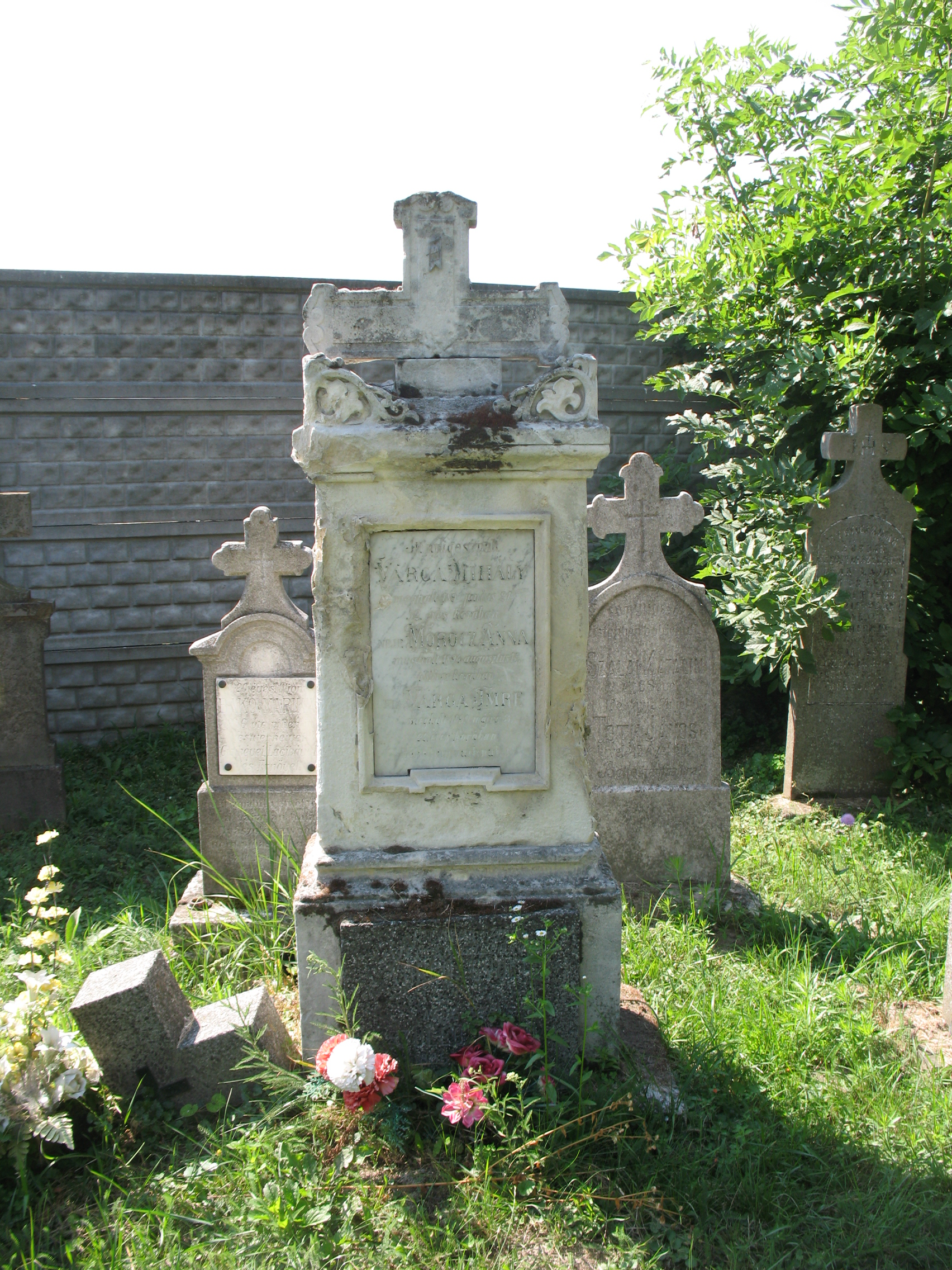
Régi sír a temetőben

- Római katolikus temploma barokk stílusú.
- Nepomuki Szent János kápolna.
- Ipartörténeti emléke a Kis-Duna partján álló vízimalom, később fűrésztelep.
- Szobrok: Pieta – Fájdalmas Anya, Szent Vendel, Szentháromság és a Fehér kereszt.
- Eperfesztivál.